# Senhorim
Senhorim é uma povoação portuguesa sede da Freguesia de Senhorim do Município de Nelas, freguesia com 31,08 km² de área e 1019 habitantes (censo de 2021), tendo, por isso, uma densidade populacional de 32,8 hab./km².
O seu nome deriva do nome Romano Seniorinus.
Foi vila e sede de concelho entre 1140 e 1855. Este era constituído pelas freguesias de Carvalhal Redondo, Nelas, Santar, Senhorim e Vilar Seco. Tinha, em 1801, 5 379 habitantes. Após as primeiras reformas administrativas do liberalismo, a freguesia de Carvalhal Redondo passou para o concelho de Canas de Senhorim. Em 1855, o concelho passou a designar-se Nelas e a sede passou para esta localidade.

## Demografia
A população registada nos censos foi:
| Distribuição da População por Grupos Etários | Distribuição da População por Grupos Etários | Distribuição da População por Grupos Etários | Distribuição da População por Grupos Etários | Distribuição da População por Grupos Etários |
| -------------------------------------------- | -------------------------------------------- | -------------------------------------------- | -------------------------------------------- | -------------------------------------------- |
| Ano                                          | 0-14 Anos                                    | 15-24 Anos                                   | 25-64 Anos                                   | > 65 Anos                                    |
| 2001                                         | 212                                          | 210                                          | 697                                          | 334                                          |
| 2011                                         | 128                                          | 110                                          | 599                                          | 319                                          |
| 2021                                         | 81                                           | 94                                           | 478                                          | 366                                          |